# NK Graničar Šljivoševci
NK Graničar je nogometni klub iz Šljivoševaca u općini Magadenovac, a nedaleko Donjeg Miholjca u Osječko-baranjskoj županiji.
NK Graničar je član Nogometnog središta D. Miholjac te Županijskog nogometnog saveza Osječko-baranjske županije.
U klubu trenira trenutno samo ekipa seniora koji se natječu u sklopu  2. ŽNL Osječko-baranjskoj D. Miholjac.
Klub je osnovan 1928. Nogometno igralište se nalazi u centru sela iza društvenog doma.

## Vanjska poveznice
- Službena stranica Općine Magadenovac